# Inde aux Jeux olympiques d'hiver de 2002
L'Inde était représenté par 1 seul athlète aux Jeux olympiques d'hiver de 2002 à Salt Lake City (États-Unis).

## Luge
- Luge hommes : Shiva Keshavan (33e au total)